# 23685 Toaldo
23685 Toaldo è un asteroide della fascia principale. Scoperto nel 1997, presenta un'orbita caratterizzata da un semiasse maggiore pari a 2,6116790 UA e da un'eccentricità di 0,1687006, inclinata di 11,53023° rispetto all'eclittica.
L'asteroide è dedicato all'astronomo Giuseppe Toaldo, fondatore e primo direttore della Specola di Padova.